# Мишари (Власеница)
Мишари је насељено мјесто у општини Власеница, Република Српска, БиХ. Према попису становништва из 1991. у насељу је живјело 232 становника.

## Становништво
Према попису становништва из 1991. године, мјесто је имало 232 становника.
| Националност | 1991. |
| Срби         | 229   |
| Муслимани    | 2     |
| Југословени  | 1     |
| Укупно       |       |

| Демографија | Демографија | Демографија |
| Година      | Становника  | Становника  |
| ----------- | ----------- | ----------- |
| 1961.       | 203         |             |
| 1971.       | 236         |             |
| 1981.       | 294         |             |
| 1991.       | 232         |             |